# Agence nationale de l'amélioration et du développement du logement
Pour les articles homonymes, voir AADL.
L'Agence nationale de l’amélioration et du développement du logement (AADL), en arabe : الوكالة الوطنية لتطوير السكن وتحسينه, est  un établissement public à caractère industriel et commercial sous la tutelle du ministère de l'Habitat algérien, créé en 1991 par le décret no 91-148 du 12 mai 1991. Sa mission principale est l'encadrement et la promotion d'opérations foncières destinées à la construction de logements.

## Contexte
Le marché immobilier en Algérie se caractérise par un déficit structurel de logements estimé à plusieurs centaines de milliers d’unités par an. Selon une analyse récente, la demande annuelle peut dépasser les 300 000 logements, en raison de la croissance démographique et de l’urbanisation rapide.

## Conditions
Le ministre algérien de l'Habitat a établi des conditions précises pour accéder à un logement AADL :
- Le revenu mensuel du ménage doit se situer entre 24 000 et 108 000 DA.
- Les souscripteurs (le demandeur ou son conjoint) ne doivent pas être propriétaires d'autres biens immobiliers.
- Le bénéficiaire doit payer le prix du logement, déduction faite de l'apport initial, sur une période ne dépassant pas 25 ans.
- Le bénéficiaire doit régler la dernière mensualité du prix de vente du logement avant d'atteindre l'âge de 70 ans.
- Le bénéfice de l'AADL n'est accordé qu'une seule fois pour le même ménage.

## Type de logements et paiement
Il y a deux types de logements AADL : le logement de type F3 avec une superficie de 70 m2 et le logement de type F4 avec une superficie de 85 m2.

### AADL 1 (2001 – 2002)
- Le coût d'un logement AADL 1 de type F3 s'élève à 2 100 000 DA, environ 13 852 Euros (1 euro = 151,59 DA en mai 2023)[3]
- Le coût d'un logement AADL 1 de type F4 s'élève à 2 700 000 DA, environ 17 810 Euros (1 euro = 151,59 DA en mai 2023)[3]

Le souscripteur doit verser un apport personnel de 25 % lors de l'acceptation dans le programme. Cet apport est divisé en 4 tranches (10 % - 5 % - 5 % - 5 %).

### AADL 2 (2013)
- Le coût d'un logement AADL 1 de type F3 s'élève à 2 614 000 DA, environ 17 243 Euros (1 euro = 151,59 DA en mai 2023)[3]
- Le coût d'un logement AADL 1 de type F4 s'élève à 3 290 000 DA, environ 21 702 Euros (1 euro = 151,59 DA en mai 2023)[3]

Dans le cadre du programme de location-vente de l'année 2013, le souscripteur doit acquitter un apport personnel de 25% au moment de la souscription. Cet apport est réparti en quatre tranches (10% - 5% - 5% - 5%).

### AADL 3
Selon les dires du ministre de l'Habitat et l’Urbanisme, en décembre 2022, Mohamed Tarek Belaribi la discussion sur le lancement du programme AADL 3 aura lieu ultérieurement, une fois les projets de construction en cours achevés.

## Organisation
L'Agence nationale de l'amélioration et du développement du logement (AADL) est structurée avec son siège social situé à Saïd Hamdine à Alger, ainsi que des agences régionales à Alger, à Alger centre, à Oran, à Constantine, à Annaba, à Sétif, à Mascara et à Ouargla. Elle dispose également de Directions de wilaya dans plusieurs villes, notamment à Blida, Boumerdès, Tizi Ouzou, Bouira, Médéa, Tipaza, Djelfa, Oran, Tlemcen, Mostaganem, Sidi Bel Abbès, Aïn Timouchent, Constantine, Jijel, Annaba, Skikda, Tébessa, Setif, Béjaïa, Batna, BBA, Tiaret, Mascara, Chlef, Saida, Tissemsilt, Ghardaïa, Ouargla, Biskra, Guelma, El Taref et M'Sila.

## Activité
L'activité principale de l'Agence est l'encadrement et la promotion d'opérations foncières destinées à la construction de logements. Les terrains sont acquis auprès du Domaine National, puis étudiés, équipés et remis aux opérateurs pour la réalisation de programmes de logements collectifs et individuels, qu'ils soient sociaux ou promotionnels.
En outre, l'Agence réalise des travaux confiés par le Ministère, tels que la gestion de projets de villes nouvelles, comme le dossier relatif au projet de ville nouvelle de Boughezoul, la mise en œuvre du programme national de résorption d'habitat précaire et la réalisation de programmes.

## Gouvernance
En août 2024, Riadh El Kamdani est nommé directeur général, en remplacement de Fouad Mokrani.

## Polémique
En avril 2023, le site AADL de Haouch Errih à Meftah suscite la polémique. Les souscripteurs affectés contestent la localisation des immeubles, situés dans une zone reculée et dépourvue d'équipement public, loin des commodités de la vie quotidienne. Des actions ont été menées pour faire entendre leur voix, tandis que le ministre de l'Habitat a donné des instructions pour construire des équipements publics et réduire les délais de réalisation. Le choix de la localisation a été remis en question par le syndicat national des ingénieurs en génie civil.

## Galerie

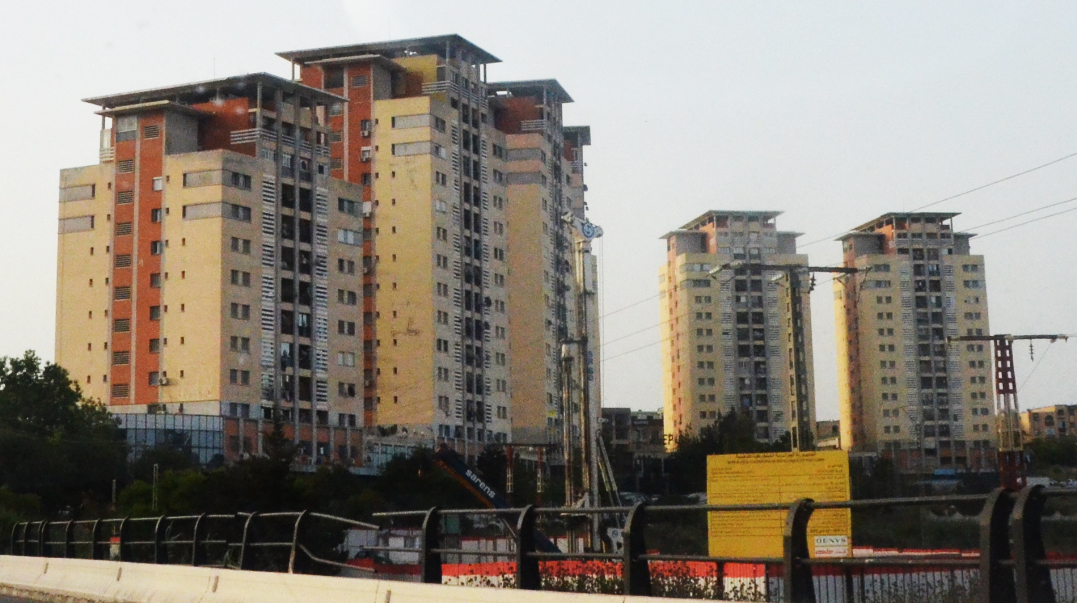
AADL en construction à Ain Naadja en 2016
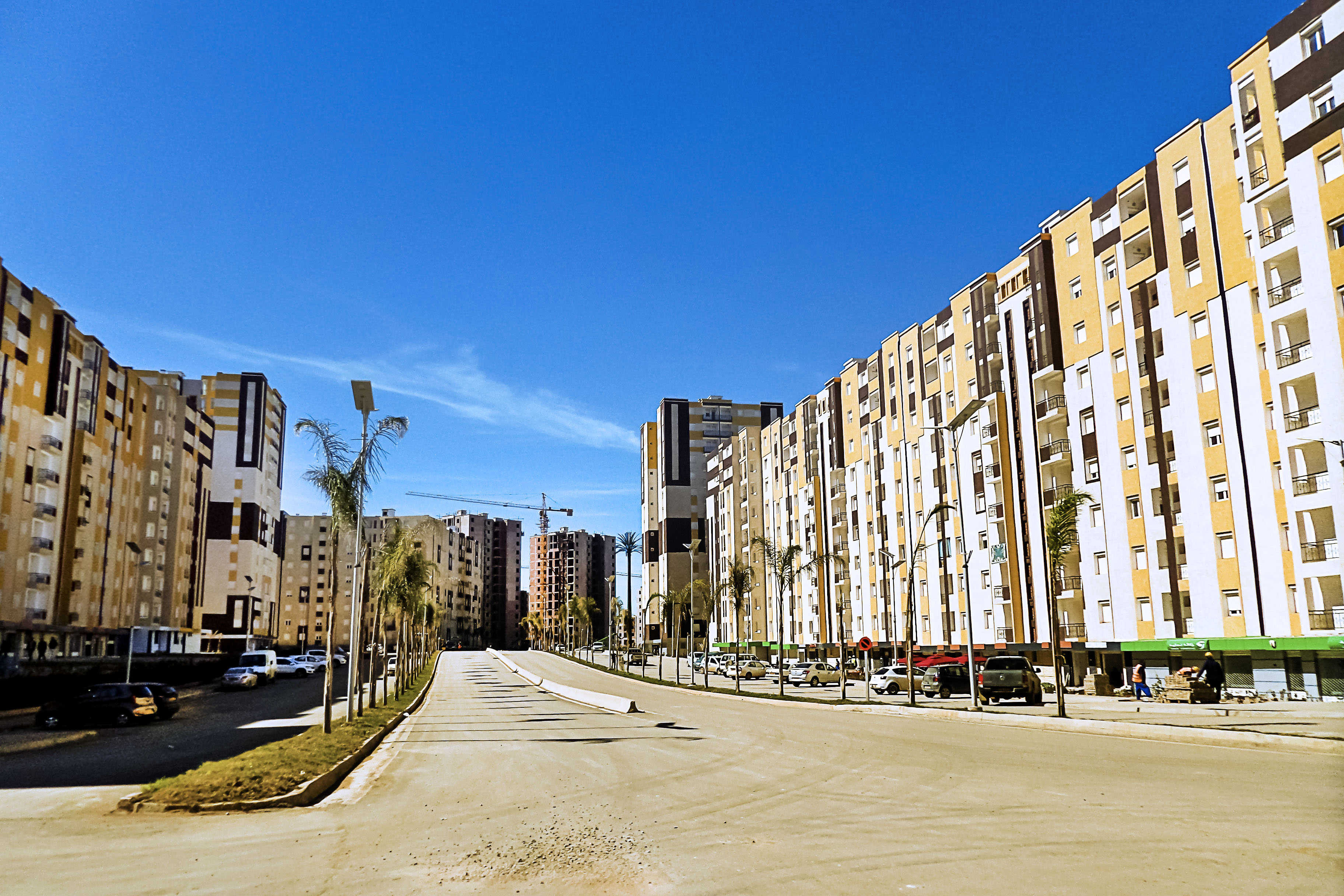
Logmement AADL à la nouvelle ville Sidi Abdellah